# Jorge Castañeda
Jorge Castañeda Reyes (Guadalajara, 12 gennaio 1970) è un ex calciatore messicano, di ruolo centrocampista.

## Carriera

### Club
Ha trascorso l'intera carriera tra Messico e Stati Uniti.

### Nazionale
Con la Nazionale messicana ha preso parte ai Giochi Olimpici del 1992.